# Пламен Физиев
Пламен Петков Физиев е български учен физик, доктор на физико-математичните науки, който има многобройни приноси в областта на теоретичната и математичната физика, астрофизиката, квантовата теория, класическата механика и теория на гравитацията. Бил е ръководител на катедра „Теоретична физика“ във Физическия факултет на Софийския университет „Климент Охридски“. Има над 140 научни публикации, като напоследък се занимава основно с проблемите на гравитацията и гравитационните вълни. Той е и в редакционната колегия на списание Българска наука.
Завършва първия випуск на Руската гимназия „Максим Горки“ в Стара Загора, България, след което завършва специалност „Атомна физика“ в Софийския университет. От 2018 до 2021 г. живее и работи в ОИЯИ, град Дубна, Русия. След декември 2021 и понастоящем живее и работи в град София, България. Съпругата му също е физик, а синът му защитава докторат по биоинформатика в Калифорнийския университет, Лос Анджелис и живее понастоящем в Сан Франциско, Калифорния.